# Scelidotherium
Genre
Scelidotherium est un genre fossile de paresseux terrestres de la famille éteinte des Scelidotheriidae, qui vivait en Amérique du Sud au Pléistocène moyen et supérieur. Son extinction à l'orée de l'Holocène peut être rapprochée de la diffusion de l'Homme moderne sur tout le continent américain à la fin du Pléistocène supérieur.

## Historique
Dans son journal Le Voyage du Beagle, Charles Darwin raconte la découverte d'un fossile presque complet de Scelidotherium à Punta Alta, en Argentine, lors d'un voyage par voie terrestre de Bahía Blanca à Buenos Aires en 1832. Il l'associe alors au genre Megatherium. C'est Richard Owen qui l'identifie en 1839 comme un genre distinct et le nomme Scelidotherium, ce qui signifie « bête à fémur », en référence aux proportions du fémur caractéristiques chez ce genre.
Le nom valide complet de ce taxon est donc Scelidotherium Owen, 1839,,. À noter que ce taxon est parfois daté de 1840.
Scelidotherium a pour synonymes :
- Spenodon Lund, 1839
- Spenodor Lund, 1839
- Sphoenodon Lesson, 1842
- Stenodon Ameghino, 1885
- Stenodontherium Ameghino, 1889

## Description
La tête de Scelidotherium est de forme allongée, rappelant celle d'un fourmilier. Scelidotherium mesurait environ 1,1 m de hauteur au garrot et pouvait peser jusqu'à 850 kg.

## Extension géographique
Des fossiles de Scelidotherium ont été trouvés dans toute l'Amérique du Sud :
- en Argentine (formations de Luján et d'Arroyo Seco) ;
- en Bolivie (formation Tarija) ;
- au Brésil ;
- en Équateur ;
- au Panama ;
- au Paraguay ;
- au Pérou (formation San Sebastián).

## Classification
Scelidotherium a été rattaché à la famille des Mylodontidae par Carroll en 1988, puis à la sous-famille des Scelidotheriinae par Charles-Théophile Gaudin en 1995, ce qui a été approuvé par Zurita et al. en 2004. En 2019, Presslee et al. ont élevé cette sous-famille au rang de famille, sous le nom de Scelidotheriidae.

## Liste des espèces
Selon Paleobiology Database (23 mai 2024) :
- † Scelidotherium australis Moreno, 1888
- † Scelidotherium bravardi Lydekker, 1886
- † Scelidotherium chapalmalense Ameghino 1908
- † Scelidotherium cuvieri Lund, 1839
- † Scelidotherium elegans Moreno, 1888
- † Scelidotherium laevidens Moreno & Mercerat, 1891
- † Scelidotherium leptocephalum Owen, 1839 - espèce type
- † Scelidotherium modicum (Ameghino, 1885)
- † Scelidotherium patrium Ameghino, 1888
- † Scelidotherium pozzii Moreno, 1888
- † Scelidotherium reyesi Hoffstetter, 1952
- † Scelidotherium tarijense Gervais, 1855

## Galerie
|                                                             |
| Vue de face d'un squelette de Scelidotherium leptocephalum. |

|                                                    |
| Main gauche avec os manquants d'un Scelidotherium. |

| |
| Un crâne de Scelidotherium plâtré sur le terrain, Argentine, 1926. Recueilli par le Capitaine Marshall Field lors d'une expédition paléontologique. |

## Publication originale
- (en) Richard Owen, The zoology of the voyage of H.M.S. Beagle under the command of Captain Fitzroy, R.N., during the Years 1832 to 1836 : Part I: Fossil Mammalia, vol. 1, Londres, Smith, Elder & Co, 1839, 111 p. (lire en ligne), p. 73-98